# Natal'ja Svinuchova
Natal'ja Aleksandrovna Svinuchova, coniugata Alekseeva (in russo Наталья Александровна Свинухова-Алексеева?; Leningrado, 20 maggio 1972), è un'ex cestista russa, fino al 1991 sovietica.

## Carriera
Con la Russia ha disputato i Giochi olimpici di Atlanta 1996 e i Campionati europei del 1995.